# Macbeth (fransk film fra 1909)
|  | For andre betydninger, se Macbeth (flertydig) |
Macbeth er en fransk stumfilm fra 1909 af André Calmettes.

## Medvirkende
- Paul Mounet som Macbeth
- Jeanne Delvair som Lady Macbeth